# Peltre
Peltre – miejscowość i gmina we Francji, w regionie Grand Est, w departamencie Mozela.
Według danych na rok 1990 gminę zamieszkiwało 1 487 osób, a gęstość zaludnienia wynosiła 178 osób/km² (wśród 2335 gmin Lotaryngii Peltre plasuje się na 273. miejscu pod względem liczby ludności, natomiast pod względem powierzchni na miejscu 720.).